# Castling’s Heath
Castling's Heath ist ein Weiler in der Gemeinde Groton, im District Babergh in der Grafschaft Suffolk, England. Er hat drei denkmalgeschützte Gebäude, darunter Castling's Hall, Castling's Heath Cottage, und Manor Farmhouse,